# Принцесса с золотой звездой
«Принцесса с золотой звездой» (чеш.  Princezna se zlatou hvězdou) — чехословацкий художественный фильм-сказка, снятый на киностудии Баррандов в 1959 году режиссёром Мартином Фричем по его же сценарию.
Премьера фильма состоялась 18 декабря 1959 года.

## Сюжет
Одна из классических чешских киносказок, в которой есть всё, что должно быть в настоящей сказке. Есть прекрасная принцесса Лада, чей лоб украшен золотой звездой, её отец, добрый, но несколько снисходительный правитель Гостивит, злой король Казивет, который вторгается в замок Гостивита и просит руки его дочери Лады. Есть добрая и мудрая няня, у которой не только король находится под каблуком, но и добрый совет всегда найдётся. Сказочный мышиный мех скроет красоту принцессы, когда она сбегает из королевства, чтобы избежать замужества. Есть королевство князя Радована с королевской кухней, где переодетая Лада находит приют среди кухарок под строгим присмотром главного королевского повара, который хоть и ворчит, но имеет такое же доброе сердце, как и блюда, которые он с любовью готовит для своего принца. И, конечно же, есть принц, который влюбляется в прекрасную девушку, которую он видит на балу в замке и понятия не имеет, что она принцесса из соседнего королевства, скрывающаяся под видом кухарки, моющей посуду на его королевской кухне.

## В ролях
- Мария Киселкова — принцесса Лада
- Франтишек Смолик — Король Гостивит, отец принцессы Лады
- Мартин Ружек — король Казисвет
- Станислав Нейман — шеф-повар
- Теодор Пиштек — советник
- Йозеф Винкларж — повар Янек
- Йозеф Зима — Принц Радован
- Ярмила Курандова — старая няня
- Эдуард Когоут — маршал
- Квета Фиалова — принцесса Флиоринделля
- Карел Эффа — адъютант короля Казисвета